# Drugi rząd Margaret Thatcher

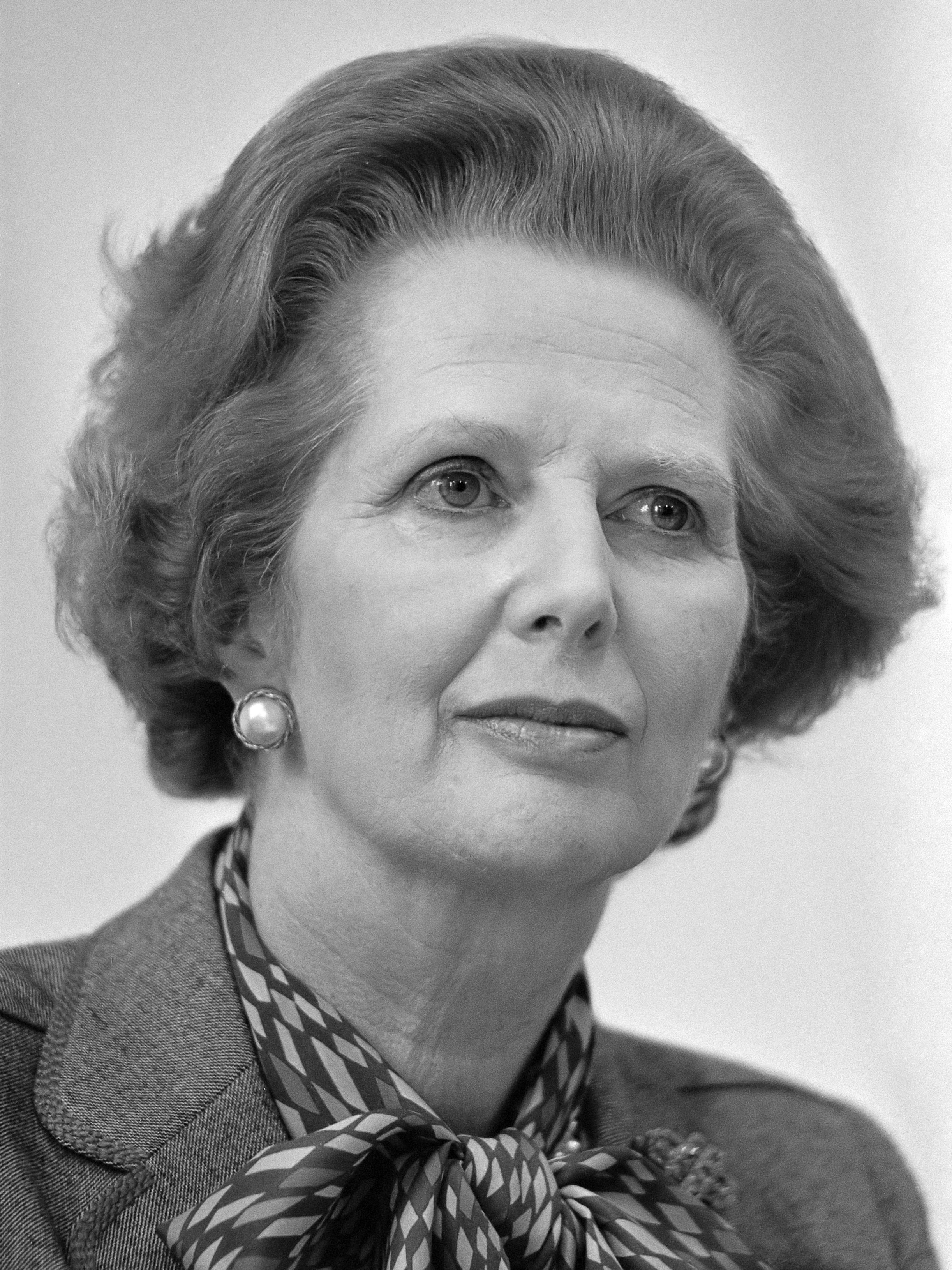
Margaret Thatcher, premier, pierwszy lord skarbu, minister służby cywilnej

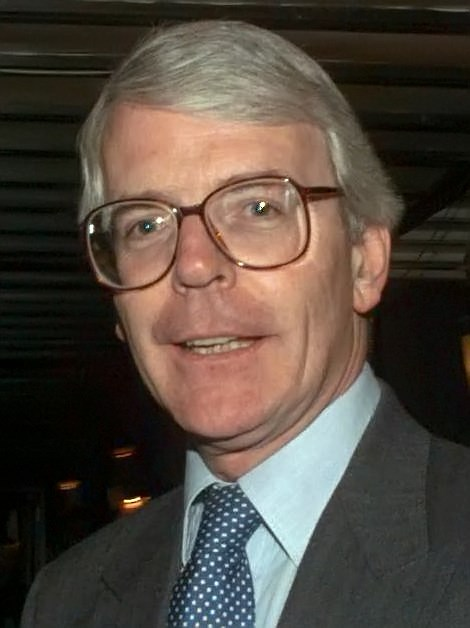
John Major, lord skarbu, podsekretarz stanu w ministerstwie bezpieczeństwa socjalnego, minister stanu w ministerstwie bezpieczeństwa socjalnego

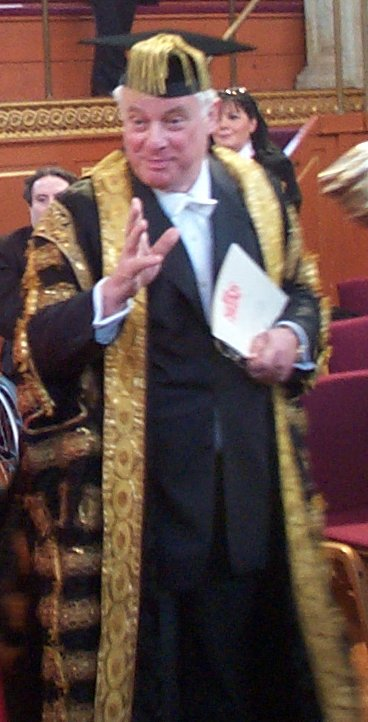
Chris Patten, podsekretarz stanu w ministerstwie ds. Irlandii Północnej, minister stanu w ministerstwie edukacji i nauki, minister stanu w Foreign Office, minister rozwoju zamorskiego

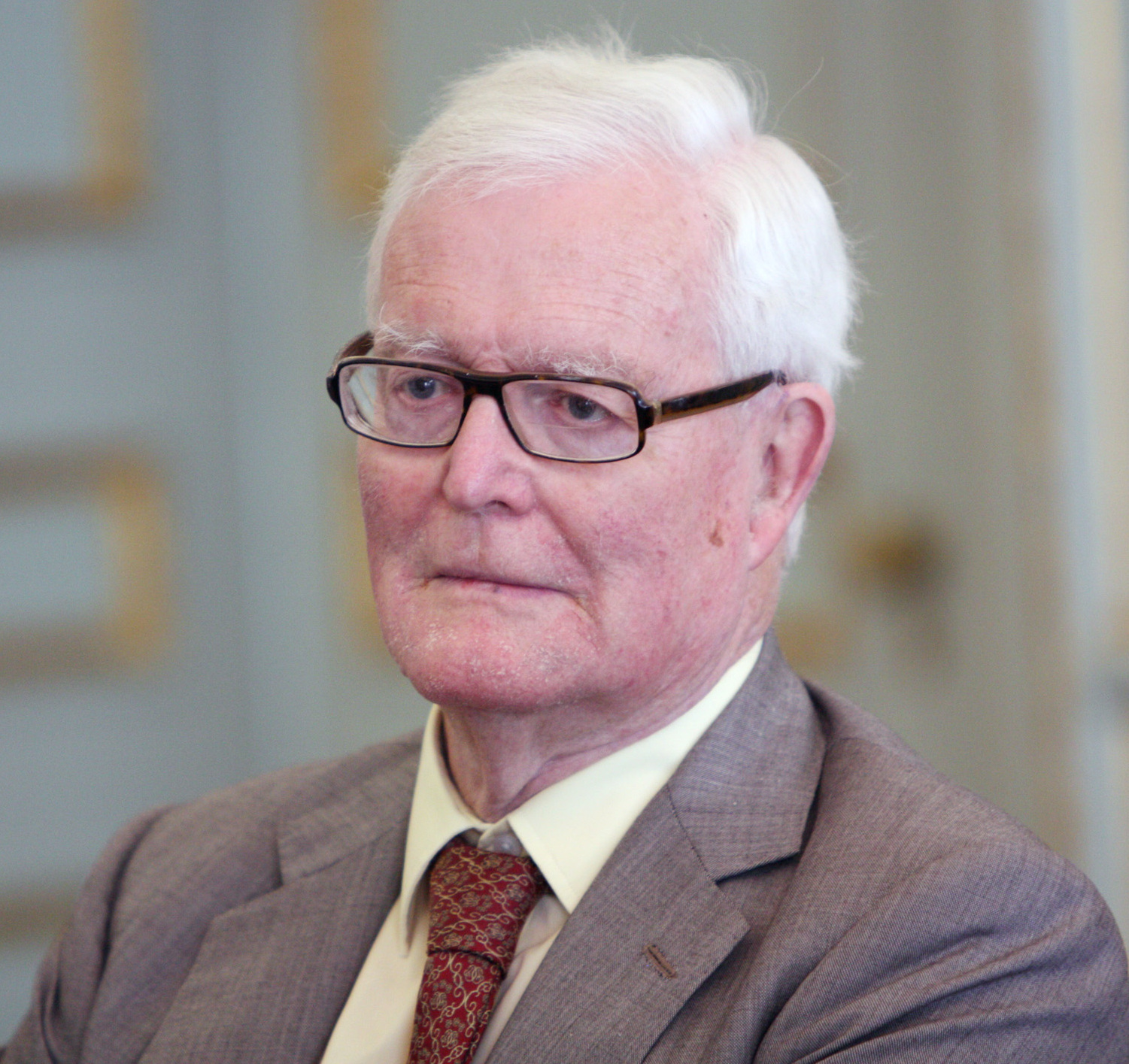
Douglas Hurd, minister ds. Irlandii Północnej, minister spraw wewnętrznych

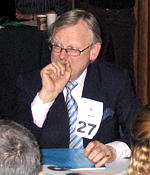
John Gummer, minister stanu w ministerstwie zatrudnienia, Paymaster-General, minister stanu w ministerstwie rolnictwa, rybołówstwa i żywności

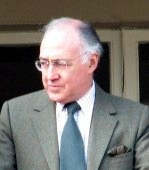
Michael Howard, podsekretarz stanu w ministerstwie handlu i przemysłu

Drugi rząd Partii Konserwatywnej pod przewodnictwem Margaret Thatcher powstał po wyborach powszechnych w czerwcu 1983 r. i przetrwał do kolejnych wyborów w czerwcu 1987 r.
Członków ścisłego gabinetu wyróżniono tłustym drukiem.

## Skład rządu
| Urząd                                                               | Imię i nazwisko                                    | Kadencja                 |
| ------------------------------------------------------------------- | -------------------------------------------------- | ------------------------ |
| Premier Pierwszy lord skarbu Minister służby cywilnej               | Margaret Thatcher                                  | 1984–1987                |
|                                                                     |                                                    |                          |
| Lord kanclerz                                                       | Quintin Hogg, baron Hailsham of St Marylebone      | 1984–1987                |
| Lord przewodniczący Rady                                            | William Whitelaw, 1. wicehrabia Whitelaw           | 1984–1987                |
| Minister stanu w Urzędzie Tajnej Rady                               | Alexander Ruthven, 2. hrabia Gowrie Richard Luce   | 1983–1984 1985–1987      |
| Lord tajnej pieczęci                                                | John Biffen                                        | 1984–1987                |
| Kanclerz skarbu                                                     | Nigel Lawson                                       | 1984–1987                |
| Naczelny sekretarz skarbu                                           | Peter Rees John MacGregor                          | 1984–1985 1985–1987      |
| Minister stanu skarbu                                               | Barney Hayhoe Ian Gow Peter Brooke                 | 1984–1985 1985 1985–1987 |
| Parlamentarny sekretarz skarbu                                      | John Wakeham                                       | 1984–1987                |
| Finansowy sekretarz skarbu                                          | Nicholas Ridley                                    | 1983                     |
| Finansowy sekretarz skarbu                                          | John Moore                                         | 1984–1986                |
| Finansowy sekretarz skarbu                                          | Norman Lamont                                      | 1986–1987                |
| Lord skarbu                                                         | Alastair Goodlad                                   | 1983–1984                |
| Lord skarbu                                                         | Donald Thompson                                    | 1983–1986                |
| Lord skarbu                                                         | David Hunt                                         | 1983–1984                |
| Lord skarbu                                                         | Ian Lang                                           | 1983–1986                |
| Lord skarbu                                                         | Tristan Garel-Jones                                | 1983–1986                |
| Lord skarbu                                                         | John Major                                         | 1984–1985                |
| Lord skarbu                                                         | Archie Hamilton                                    | 1984–1986                |
| Lord skarbu                                                         | Tim Sainsbury                                      | 1985–1987                |
| Lord skarbu                                                         | Michael Neubert                                    | 1986–1987                |
| Lord skarbu                                                         | Peter Lloyd                                        | 1986–1987                |
| Lord skarbu                                                         | Mark Lennox-Boyd                                   | 1986–1987                |
| Lord skarbu                                                         | Tony Durant                                        | 1986–1987                |
| Minister spraw zagranicznych                                        | Geoffrey Howe                                      | 1984–1987                |
| Minister stanu w Foreign Office                                     | Timothy Raison                                     | 1983–1986                |
| Minister stanu w Foreign Office                                     | Richard Luce                                       | 1983–1985                |
| Minister stanu w Foreign Office                                     | Malcolm Rifkind                                    | 1983–1986                |
| Minister stanu w Foreign Office                                     | Janet Young, baronowa Young                        | 1983–1987                |
| Minister stanu w Foreign Office                                     | Tim Renton                                         | 1985–1987                |
| Minister stanu w Foreign Office                                     | Lynda Chalker, baronowa Chalker of Wallasey        | 1986–1987                |
| Minister stanu w Foreign Office                                     | Chris Patten                                       | 1986–1987                |
| Podsekretarz stanu w Foreign Office                                 | Ray Whitney                                        | 1984–1984                |
| Podsekretarz stanu w Foreign Office                                 | Tim Renton                                         | 1984–1985                |
| Podsekretarz stanu w Foreign Office                                 | Timothy Eggar                                      | 1985–1987                |
| Minister rozwoju zamorskiego                                        | Timothy Raison                                     | 1984–1986                |
| Minister rozwoju zamorskiego                                        | Chris Patten                                       | 1986–1987                |
| Minister spraw wewnętrznych                                         | Leon Brittan                                       | 1984–1985                |
| Minister spraw wewnętrznych                                         | Douglas Hurd                                       | 1985–1987                |
| Minister stanu w Home Office                                        | David Waddington                                   | 1983–1987                |
| Minister stanu w Home Office                                        | Rodney Elton, 2. baron Elton                       | 1984–1985                |
| Minister stanu w Home Office                                        | Giles Shaw                                         | 1984–1986                |
| Minister stanu w Home Office                                        | David Mellor                                       | 1986–1987                |
| Minister stanu w Home Office                                        | Malcolm Sinclair, 20. hrabia Caithness             | 1986–1987                |
| Podsekretarz stanu w Home Office                                    | Rodney Elton, 2. baron Elton                       | 1983–1984                |
| Podsekretarz stanu w Home Office                                    | David Mellor                                       | 1983–1986                |
| Podsekretarz stanu w Home Office                                    | Simon Arthur, 4. baron Glenarthur                  | 1984–1986                |
| Podsekretarz stanu w Home Office                                    | Douglas Hogg                                       | 1986–1987                |
| Minister rolnictwa, rybołówstwa i żywności                          | Michael Jopling                                    | 1984–1987                |
| Minister stanu w ministerstwie rolnictwa, rybołówstwa i żywności    | John MacGregor                                     | 1983–1985                |
| Minister stanu w ministerstwie rolnictwa, rybołówstwa i żywności    | John Ganzoni, 2. baron Belstead                    | 1983–1987                |
| Minister stanu w ministerstwie rolnictwa, rybołówstwa i żywności    | John Gummer                                        | 1985–1987                |
| Posekretarz stanu w ministerstwie rolnictwa, rybołówstwa i żywności | Peggy Fenner                                       | 1983–1986                |
| Posekretarz stanu w ministerstwie rolnictwa, rybołówstwa i żywności | Donald Thompson                                    | 1986–1987                |
| Minister sztuki                                                     | Alexander Ruthven, 2. hrabia Gowrie                | 1984–1985                |
| Minister sztuki                                                     | Richard Luce                                       | 1985–1987                |
| Minister obrony                                                     | Michael Heseltine                                  | 1984–1986                |
| Minister obrony                                                     | George Younger                                     | 1986–1987                |
| Minister stanu ds. sił zbrojnych                                    | John Stanley                                       | 1984–1987                |
| Minister stanu ds. zaopatrzenia armii                               | Geoffrey Pattie                                    | 1984–1984                |
| Minister stanu ds. zaopatrzenia armii                               | Adam Butler                                        | 1984–1985                |
| Minister stanu ds. zaopatrzenia armii                               | Norman Lamont                                      | 1985–1986                |
| Minister stanu ds. zaopatrzenia armii                               | David Trefgarne, 2. baron Trefgarne                | 1986–1987                |
| Minister stanu ds. wsparcia obrony                                  | David Trefgarne, 2. baron Trefgarne                | 1985–1986                |
| Podsekretarz stanu ds. sił zbrojnych                                | David Trefgarne, 2. baron Trefgarne                | 1983–1985                |
| Podsekretarz stanu ds. sił zbrojnych                                | Roger Freeman                                      | 1986–1987                |
| Podsekretarz stanu ds. zaopatrzenia armii                           | Ian Stewart                                        | 1983                     |
| Podsekretarz stanu ds. zaopatrzenia armii                           | John Lee                                           | 1983–1986                |
| Podsekretarz stanu ds. zaopatrzenia armii                           | Archie Hamilton                                    | 1986–1987                |
| Minister edukacji i nauki                                           | Keith Joseph                                       | 1984–1986                |
| Minister edukacji i nauki                                           | Kenneth Baker                                      | 1986–1987                |
| Minister stanu w ministerstwie edukacji i nauki                     | Chris Patten                                       | 1985–1986                |
| Minister stanu w ministerstwie edukacji i nauki                     | Angela Rumbold                                     | 1986–1987                |
| Podsekretarz stanu w ministerstwie edukacji i nauki                 | Peter Brooke                                       | 1983–1985                |
| Podsekretarz stanu w ministerstwie edukacji i nauki                 | Bob Dunn                                           | 1984–1987                |
| Podsekretarz stanu w ministerstwie edukacji i nauki                 | George Walden                                      | 1985–1987                |
| Minister zatrudnienia                                               | Norman Tebbit                                      | 1983                     |
| Minister zatrudnienia                                               | Tom King                                           | 1984–1985                |
| Minister zatrudnienia                                               | David Young, baron Young of Graffham               | 1985–1987                |
| Minister stanu w ministerstwie zatrudnienia                         | Peter Morrison                                     | 1983–1985                |
| Minister stanu w ministerstwie zatrudnienia                         | John Gummer                                        | 1985                     |
| Minister stanu w ministerstwie zatrudnienia                         | Kenneth Clarke                                     | 1985–1987                |
| Podsekretarz stanu w ministerstwie zatrudnienia                     | John Gummer                                        | 1983                     |
| Podsekretarz stanu w ministerstwie zatrudnienia                     | Alan Clark                                         | 1983–1986                |
| Podsekretarz stanu w ministerstwie zatrudnienia                     | Peter Bottomley                                    | 1984–1986                |
| Podsekretarz stanu w ministerstwie zatrudnienia                     | David Trippier                                     | 1985–1987                |
| Podsekretarz stanu w ministerstwie zatrudnienia                     | Ian Lang                                           | 1986                     |
| Podsekretarz stanu w ministerstwie zatrudnienia                     | John Lee                                           | 1986–1987                |
| Minister energii                                                    | Peter Walker                                       | 1984–1987                |
| Minister stanu w ministerstwie energii                              | Alick Buchanan-Smith                               | 1983–1987                |
| Podsekretarz stanu w ministerstwie energii                          | Nicholas Eden, 2. hrabia Avon                      | 1983–1984                |
| Podsekretarz stanu w ministerstwie energii                          | Giles Shaw                                         | 1984–1984                |
| Podsekretarz stanu w ministerstwie energii                          | David Hunt                                         | 1984–1987                |
| Podsekretarz stanu w ministerstwie energii                          | Alastair Goodlad                                   | 1984–1987                |
| Minister środowiska                                                 | Patrick Jenkin                                     | 1984–1985                |
| Minister środowiska                                                 | Kenneth Baker                                      | 1985–1986                |
| Minister środowiska                                                 | Nicholas Ridley                                    | 1986–1987                |
| Minister stanu ds. samorządu lokalnego                              | Irwin Bellow, baron Bellwin                        | 1984–1984                |
| Minister stanu ds. samorządu lokalnego                              | Kenneth Baker                                      | 1984–1985                |
| Minister stanu ds. samorządu lokalnego                              | William Waldegrave                                 | 1985–1986                |
| Minister stanu ds. samorządu lokalnego                              | Rhodes Boyson                                      | 1986–1987                |
| Minister stanu ds. budownictwa                                      | Ian Gow                                            | 1984–1985                |
| Minister stanu ds. budownictwa                                      | John Patten                                        | 1985–1987                |
| Minister stanu w ministerstwie środowiska                           | Rodney Elton, 2. baron Elton                       | 1985–1986                |
| Minister stanu w ministerstwie środowiska                           | William Waldegrave                                 | 1986–1987                |
| Podsekretarz stanu ds. sportu                                       | Neil Macfarlane                                    | 1983–1985                |
| Podsekretarz stanu ds. sportu                                       | Richard Tracey                                     | 1985–1987                |
| Podsekretarz stanu w ministerstwie środowiska                       | George Young                                       | 1983–1986                |
| Podsekretarz stanu w ministerstwie środowiska                       | William Waldegrave                                 | 1983–1985                |
| Podsekretarz stanu w ministerstwie środowiska                       | Nicholas Eden, 2. hrabia Avon                      | 1984–1985                |
| Podsekretarz stanu w ministerstwie środowiska                       | Angela Rumbold                                     | 1985–1986                |
| Podsekretarz stanu w ministerstwie środowiska                       | Roger Bootle-Wilbraham, 7. baron Skelmersdale      | 1986–1987                |
| Podsekretarz stanu w ministerstwie środowiska                       | Christopher Chope                                  | 1986–1987                |
| Minister służby socjalnej                                           | Norman Fowler                                      | 1984–1987                |
| Minister stanu w ministerstwie służby socjalnej                     | Kenneth Clarke                                     | 1984–1985                |
| Minister stanu w ministerstwie służby socjalnej                     | Barney Hayhoe                                      | 1985–1986                |
| Minister stanu w ministerstwie służby socjalnej                     | Tony Newton                                        | 1986–1987                |
| Podsekretarz stanu w ministerstwie zabezpieczenia socjalnego        | Tony Newton                                        | 1983–1984                |
| Podsekretarz stanu w ministerstwie zabezpieczenia socjalnego        | John Patten                                        | 1983–1985                |
| Podsekretarz stanu w ministerstwie zabezpieczenia socjalnego        | Simon Arthur, 4. baron Glenarthur                  | 1983–1985                |
| Podsekretarz stanu w ministerstwie zabezpieczenia socjalnego        | Ray Whitney                                        | 1984–1986                |
| Podsekretarz stanu w ministerstwie zabezpieczenia socjalnego        | Jean Barker, baronowa Trumpington                  | 1985–1987                |
| Podsekretarz stanu w ministerstwie zabezpieczenia socjalnego        | John Major                                         | 1985–1986                |
| Podsekretarz stanu w ministerstwie zabezpieczenia socjalnego        | Nicholas Lyell                                     | 1986–1987                |
| Podsekretarz stanu w ministerstwie zabezpieczenia socjalnego        | Edwina Currie                                      | 1986–1987                |
| Minister stanu w ministerstwie zabezpieczenia socjalnego            | Rhodes Boyson                                      | 1983–1984                |
| Minister stanu w ministerstwie zabezpieczenia socjalnego            | Tony Newton                                        | 1984–1986                |
| Minister stanu w ministerstwie zabezpieczenia socjalnego            | John Major                                         | 1986–1987                |
| Minister stanu ds. przemysłu i technologii informacji               | Kenneth Baker                                      | 1984–1984                |
| Minister stanu ds. przemysłu i technologii informacji               | Geoffrey Pattie                                    | 1984–1987                |
| Kanclerz Księstwa Lancaster                                         | Francis Cockfield, baron Cockfield                 | 1984–1984                |
| Kanclerz Księstwa Lancaster                                         | Alexander Ruthven, 2. hrabia Gowrie                | 1984–1985                |
| Kanclerz Księstwa Lancaster                                         | Norman Tebbit                                      | 1985–1987                |
| Minister ds. Irlandii Północnej                                     | James Prior                                        | 1984–1984                |
| Minister ds. Irlandii Północnej                                     | Douglas Hurd                                       | 1984–1985                |
| Minister ds. Irlandii Północnej                                     | Tom King                                           | 1985–1987                |
| Minister stanu w ministerstwie ds. Irlandii Północnej               | William Murray, 8. hrabia Mansfield i Mansfield    | 1983–1984                |
| Minister stanu w ministerstwie ds. Irlandii Północnej               | Rhodes Boyson                                      | 1984–1986                |
| Minister stanu w ministerstwie ds. Irlandii Północnej               | Nicholas Scott                                     | 1986–1987                |
| Podsekretarz stanu w ministerstwie ds. Irlandii Północnej           | Nicholas Scott                                     | 1983–1986                |
| Podsekretarz stanu w ministerstwie ds. Irlandii Północnej           | Chris Patten                                       | 1984–1985                |
| Podsekretarz stanu w ministerstwie ds. Irlandii Północnej           | Charles Lyell, 3. baron Lyell                      | 1984–1987                |
| Podsekretarz stanu w ministerstwie ds. Irlandii Północnej           | Richard Needham                                    | 1985–1987                |
| Podsekretarz stanu w ministerstwie ds. Irlandii Północnej           | Peter Viggers                                      | 1986–1987                |
| Podsekretarz stanu w ministerstwie ds. Irlandii Północnej           | Brian Mawhinney                                    | 1986–1987                |
| Paymaster-General                                                   | John Gummer                                        | 1984–1985                |
| Paymaster-General                                                   | Kenneth Clarke                                     | 1985–1987                |
| Minister bez teki                                                   | David Young, baron Young of Graffham               | 1984–1985                |
| Minister ds. Szkocji                                                | George Younger                                     | 1984–1986                |
| Minister ds. Szkocji                                                | Malcolm Rifkind                                    | 1986–1987                |
| Minister stanu w ministerstwie ds. Szkocji                          | Hamish Gray, baron Gray of Contin                  | 1983–1986                |
| Minister stanu w ministerstwie ds. Szkocji                          | Simon Arthur, 4. baron Glenarthur                  | 1986–1987                |
| Podsekretarz stanu w ministerstwie ds. Szkocji                      | Allan Stewart                                      | 1983–1986                |
| Podsekretarz stanu w ministerstwie ds. Szkocji                      | John MacKay                                        | 1983–1987                |
| Podsekretarz stanu w ministerstwie ds. Szkocji                      | Michael Ancram                                     | 1983–1987                |
| Podsekretarz stanu w ministerstwie ds. Szkocji                      | Ian Lang                                           | 1986–1987                |
| Minister ds. handlu                                                 | Paul Channon                                       | 1984–1986                |
| Minister ds. handlu                                                 | Alan Clark                                         | 1986–1987                |
| Minister handlu i przemysłu                                         | Cecil Parkinson                                    | 1983                     |
| Minister handlu i przemysłu                                         | Norman Tebbit                                      | 1984–1985                |
| Minister handlu i przemysłu                                         | Leon Brittan                                       | 1985–1986                |
| Minister handlu i przemysłu                                         | Paul Channon                                       | 1986–1987                |
| Minister stanu w ministerstwie handlu i przemysłu                   | Norman Lamont                                      | 1983–1985                |
| Minister stanu w ministerstwie handlu i przemysłu                   | Peter Morrison                                     | 1985–1986                |
| Minister stanu w ministerstwie handlu i przemysłu                   | Giles Shaw                                         | 1986–1987                |
| Podsekretarz stanu w ministerstwie handlu i przemysłu               | John Butcher                                       | 1983–1987                |
| Podsekretarz stanu w ministerstwie handlu i przemysłu               | Alexander Fletcher                                 | 1983–1985                |
| Podsekretarz stanu w ministerstwie handlu i przemysłu               | David Trippier                                     | 1983–1985                |
| Podsekretarz stanu w ministerstwie handlu i przemysłu               | Michael Lucas, 2. baron Lucas of Chilworth         | 1984–1987                |
| Podsekretarz stanu w ministerstwie handlu i przemysłu               | Michael Howard                                     | 1985–1987                |
| Minister transportu                                                 | Tom King                                           | 1983                     |
| Minister transportu                                                 | Nicholas Ridley                                    | 1984–1986                |
| Minister transportu                                                 | John Moore                                         | 1986–1987                |
| Minister stanu w ministerstwie transportu                           | Lynda Chalker                                      | 1983–1986                |
| Minister stanu w ministerstwie transportu                           | David Mitchell                                     | 1986–1987                |
| Podsekretarz stanu w ministerstwie transportu                       | Lynda Chalker                                      | 1983                     |
| Podsekretarz stanu w ministerstwie transportu                       | David Mitchell                                     | 1983–1986                |
| Podsekretarz stanu w ministerstwie transportu                       | Michael Spicer                                     | 1984–1987                |
| Podsekretarz stanu w ministerstwie transportu                       | Malcolm Sinclair, 20. hrabia Caithness             | 1985–1986                |
| Podsekretarz stanu w ministerstwie transportu                       | Peter Bottomley                                    | 1986–1987                |
| Podsekretarz stanu w ministerstwie transportu                       | Ivon Moore-Brabazon, 3. baron Brabazon of Tara     | 1986–1987                |
| Minister ds. Walii                                                  | Nicholas Edwards                                   | 1984–1987                |
| Minister stanu w ministerstwie ds. Walii                            | John Stradling Thomas                              | 1983–1985                |
| Podsekretarz stanu w ministerstwie ds. Walii                        | Wyn Roberts                                        | 1984–1987                |
| Podsekretarz stanu w ministerstwie ds. Walii                        | Mark Robinson                                      | 1985–1987                |
| Prokurator generalny Anglii i Walii                                 | Michael Havers                                     | 1984–1987                |
| Radca generalny Anglii i Walii                                      | Patrick Mayhew                                     | 1984–1987                |
| Lord adwokat                                                        | James Mackay, baron Mackay of Clashfern            | 1984–1984                |
| Lord adwokat                                                        | Kenneth Cameron, baron Cameron of Lochbroom        | 1984–1987                |
| Solicitor General Szkocji                                           | Peter Fraser                                       | 1984–1987                |
| Skarbnik Dworu Królewskiego                                         | John Cope                                          | 1984–1987                |
| Kontroler Dworu Królewskiego                                        | Carol Mather                                       | 1984–1986                |
| Kontroler Dworu Królewskiego                                        | Robert Boscawen                                    | 1986–1987                |
| Wiceszambelan Dworu Królewskiego                                    | Robert Boscawen                                    | 1984–1986                |
| Wiceszambelan Dworu Królewskiego                                    | Tristan Garel-Jones                                | 1986–1987                |
| Kapitan Gentlemen-at-Arms                                           | Bertram Bowyer, 2. baron Denham                    | 1984–1987                |
| Kapitan Ochotników Gwardii                                          | David Cunliffe-Lister, 2. hrabia Swinton           | 1984–1986                |
| Kapitan Ochotników Gwardii                                          | John Davidson, 2. wicehrabia Davidson              | 1986–1987                |
| Lord-in-waiting                                                     | Richard Long, 4. wicehrabia Long                   | 1983–1987                |
| Lord-in-waiting                                                     | Charles Lyell, 3. baron Lyell                      | 1983–1984                |
| Lord-in-waiting                                                     | Roger Bootle-Wilbraham, 7. baron Skelmersdale      | 1983–1986                |
| Lord-in-waiting                                                     | Michael Lucas, 2. baron Lucas of Chilworth         | 1983–1984                |
| Lord-in-waiting                                                     | Jean Barker, baronowa Trumpington                  | 1983–1985                |
| Lord-in-waiting                                                     | Malcolm Sinclair, 20. hrabia Caithness             | 1984–1985                |
| Lord-in-waiting                                                     | Ivon Moore-Brabazon, 3. baron Brabazon of Tara     | 1984–1986                |
| Lord-in-waiting                                                     | Caroline Cox, baronowa Cox                         | 1985                     |
| Lord-in-waiting                                                     | John Davidson, 2. wicehrabia Davidson              | 1985–1986                |
| Lord-in-waiting                                                     | Gloria Hooper, baronowa Hooper                     | 1985–1987                |
| Lord-in-waiting                                                     | Alexander Fermor-Hesketh, 3. baron Hesketh         | 1986–1987                |
| Lord-in-waiting                                                     | Maxwell Aitken, 3. baron Beaverbrook               | 1986–1987                |
| Lord-in-waiting                                                     | Alexander Scrymgeour-Wedderburn, 12. hrabia Dundee | 1986–1987                |